# Lago Camilo Henríquez
El lago Camilo Henríquez es un cuerpo superficial de agua léntico ubicado en la península de Taitao de la comuna de Aysén, en la Provincia de Aysén, en la Región de Aysén del General Carlos Ibáñez del Campo.

## Ubicación y descripción
Este lago está consignado en el inventario público de lagos de Chile publicado por la Dirección General de Aguas del Ministerio de Obras Públicas de Chile con el código BNA 11458091-1, las coordenadas 46°24'S y 75°12'W un área de su cuenca de 95 km² y sin uso autorizado.

## Población, economía y ecología
El lago está ubicado dentro de los límites del parque nacional Laguna San Rafael.